# János Pap
János Pap (* 23. Dezember 1925 in Kaposvár, Komitat Somogy; † 22. Juli 1994 in Budapest) war ein ungarischer Politiker der Ungarischen Sozialistischen Arbeiterpartei MSZMP (Magyar Szocialista Munkáspárt), der unter anderem 1961 bis 1963 Innenminister sowie zwischen 1963 und 1965 Vize-Ministerpräsident der Ungarischen Volksrepublik war.

## Leben
Pap begann nach dem Schulbesuch und einer Ausbildung 1946 eine berufliche Tätigkeit als Techniker im Kraftwerk Ajka und trat der Partei der Ungarischen Werktätigen MDP (Magyar Dolgozók Pártja) bei. 1949 begann er seine Laufbahn als Parteifunktionär und war zunächst zwischen 1949 und 1956 Leiter der Industrie- und Verkehrsabteilung des MDP-Komitees im Komitat Veszprém und schloss während dieser Zeit 1954 ein Studium an der Parteischule der MDP ab. Nach dem Volksaufstand wurde er am 27. November 1957 Erster Sekretär des MSZMP-Komitees im Komitat Veszprém und verblieb auf diesem Posten bis zum 15. September 1961. Am 16. November 1958 wurde er erstmals als Kandidat auf der gemeinsamen Liste der Ungarischen Unabhängigen Volksfront MFN (Magyar Függetlenségi Népfront) und der Patriotischen Volksfront HNF (Hazafias Népfront) als Abgeordneter in das Ungarische Parlament (Országgyűlés) gewählt und vertrat in diesem bis zum 16. November 1985 das Komitat Veszprém. Darüber hinaus wurde er am 5. Dezember 1959 auf dem VII. Parteikongress der MSZMP zum Mitglied des ZK gewählt und gehörte diesem bis zum 9. März 1985 an.
Am 13. September 1961 übernahm Pap als Nachfolger von Béla Biszku den Posten des Innenministers (Belügyminiszter) und bekleidete dieses Ministeramt bis zum 7. Dezember 1963, woraufhin er durch András Benkei abgelöst wurde. Im Anschluss fungierte er zwischen dem 7. Dezember 1963 und dem 30. Juni 1965 als stellvertretender Ministerpräsident (Miniszterelnök-helyettes). Er wurde am 28. Juni 1965 erneut Erster Sekretär des MSZMP-Komitees im Komitat Veszprém und übte diese Funktion fast 20 Jahre lang bis zum 9. März 1985 aus.
Pap beging zusammen mit seiner Ehefrau Selbstmord.